# Bernt van Münster
Bernt van Münster (Bernt från Münster), var en tysk skulptör under 1500-talet.
Namnet, som inte är något efternamn, visar på hans ursprung i staden Münster i Westfalen. Han kom till Sverige under Johan III:s regering och anställdes vid byggnationen av Vadstena slott under Arendt de Roy och Peter de Laroche. Han omtalas i räkenskaperna första gången 1582, till en början som en av stenhuggardrängarna men arbetar senare mer självständigt under Hans Flemings tid som slottsbyggmästare.
Bland Bernt van Münsters arbeten märks den joniska pilasterportalen på östra trapptornet utförd 1591-92, en dopfunt skänkt av drottning Gunilla till Säby kyrka, Småland, ett flertal gravhällar för Vadstena slottskyrka, 1595-1602 gravvården över hertig Magnus i klosterkyrkan (med biträde av Adam och Jakob stenhuggare) samt från 1602 Vadstena slotts östra och västra praktgavlar tillsammans med Antonius Pedersson de la Roche (Peter de la Roches son), Josua Påfvelsson och Hans stenhuggare.
Bernt van Münster var gift med Anna Byrgesdotter. De hade en son Johannes som dog 1623 samt döttrarna Judit och Margareta.